# Manfred Roeder (Rechtsextremist)

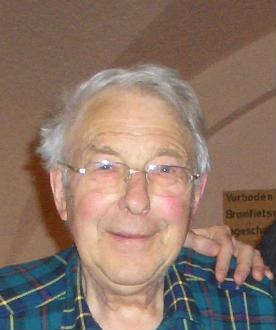
Manfred Roeder (2009)

Manfred Roeder (* 6. Februar 1929 in Berlin; † 30. Juli 2014 in Neukirchen (Knüll)) war ein deutscher Rechtsextremist, der unter anderem wegen Holocaustleugnung, Volksverhetzung und Rädelsführerschaft in einer terroristischen Vereinigung verurteilt wurde. Er war, bevor er die Zulassung verlor, Rechtsanwalt von Rudolf Heß. 1998 kandidierte Roeder erfolglos für die NPD zum Bundestag.

## Leben
Roeder war Sohn eines Berliner Diplom-Ingenieurs und späteren SA-Obersturmführers. Sein Vater schickte ihn 1939 in die Nationalpolitische Erziehungsanstalt in Plön. Nach einer Auseinandersetzung mit dem Schulleiter wechselte er 1943 in eine Heimschule, die der SS unterstand. Als 15-Jähriger meldete er sich im Januar 1945 freiwillig zum Volkssturm.
Nach dem Krieg legte Roeder 1947 das Abitur am Lilienthal-Gymnasium in Berlin-Lichterfelde ab und begann in Berlin ein Studium der Germanistik und Philosophie. Zum Wintersemester 1948/49 wechselte er zum Fach Rechtswissenschaft und setzte sein Studium in Münster und Bonn fort. Seine Referendarprüfung legte Roeder am 1. September 1954 beim Oberlandesgericht Hamm ab.
Während des Studiums war Roeder in der evangelischen Studentengemeinde aktiv und kam 1950 mit der Gruppe Moralische Aufrüstung (MRA) in Berührung, für die er seine Ausbildung unterbrach und ab 1954 einige Jahre als freier Mitarbeiter arbeitete. Im Dezember 1961 setzte er seine Referendarausbildung am Berliner Kammergericht fort. Sein Assessorexamen legte er am 31. März 1966 ab. Am 23. Januar 1967 erhielt Roeder in Berlin seine Zulassung als Rechtsanwalt. Vom 1. Juni 1966 bis Juli 1969 arbeitete er als Rechtsberater beim US-Hauptquartier Berlin-Dahlem.
1965 trat Roeder der CDU bei und engagierte sich im Gemeindeältestenrat einer evangelischen Kirchgemeinde; 1967 gründete er eine gegen die Außerparlamentarische Opposition (APO) gerichtete „Demokratische Initiative“. 1969 zog er nach Bensheim, wo er sich in der Offensive Junger Christen engagierte.
Anfang der 1970er ging Roeder öffentlich auf Distanz zur CDU – das Austrittsdatum ist nicht bekannt – und gründete mit sechs Mitstreitern die „Bürgerinitiative gegen moralische und politische Anarchie“, die sich ab spätestens Juni 1971 in „Deutsche Bürgerinitiative“ umbenannte. Seine ersten politischen Aktionen waren gegen Pornographie gerichtet, etwa, als er 1970 Plakate von Erotikmessen mit Farbbeuteln bewarf. In Bensheim beschmierte Roeder im Juli 1971 zusammen mit drei weiteren Personen („Kampfgruppe Roeder“) am Bahnhof Kino-Reklame und Zeitschriften mit Ölfarbe, um gegen Sex-Fotos zu protestieren. In einer Flugblattaktion sprach er sich gegen Beziehungen von Gastarbeitern zu deutschen Frauen aus. Zunächst stritt hierbei Roeder „noch mit klassisch christlich-konservativen wie kulturpessimistischen Argumenten gegen von ihm als Pornografie wahrgenommene Medien“, doch alsbald trat ein Wandel in seiner Argumentation ein und antisemitische Deutungen nahmen zu. Hierdurch kam Roeder in Kontakt mit der NPD und anderen extrem rechten Gruppierungen und Personen.
Mit der „Deutschen Bürgerinitiative“ änderte Roeder 1971 seinen Schwerpunkt und fokussierte sich auf die Verbreitung revisionistischen Gedankenguts. 1971 war er zeitweilig Anwalt des inhaftierten früheren Hitler-Stellvertreters Rudolf Heß. 1973 verfasste er das Vorwort zu der Holocaustleugner-Broschüre Die Auschwitz-Lüge von Thies Christophersen und beteiligte sich an dessen Zeitschrift Die Bauernschaft. Die erste Demonstration zur Freilassung von Rudolf Heß organisierte er 1974 zu dessen 80. Geburtstag.
Ab Januar 1975 führte Roeder einen Briefwechsel mit dem ehemaligen Reichspräsidenten Karl Dönitz. Aus einer Antwort Dönitz’ vom 7. Februar 1975 leitete Roeder seine Autorität als „Reichsverweser“ ab. Daraufhin berief Roeder am 23. Mai 1975 einen „Reichstag zu Flensburg“ ein, auf dem er sich, trotz eines Versammlungsverbots, „einstimmig als Sprecher der Reichsvertretung“ wählen ließ.
Aufgrund dieser Aktivitäten wurde Roeder häufig angezeigt. Allein im August 1975 liefen zirka 50 Ermittlungsverfahren gegen ihn. Wegen der Abhaltung der verbotenen Veranstaltung „Reichstag zu Flensburg“ erging vom Amtsgericht Flensburg am 12. November 1975 ein Strafbefehl in Höhe von 3.000 DM gegen ihn. Das Amtsgericht Tiergarten verurteilte Roeder 1975 wegen Vergehens gegen die Militärregierungsverordnung 511 zu einer Geldstrafe von 2.000 DM.
1975 erwarb Roeder ein größeres Anwesen (15-Zimmer-Hotel mit 32 Hektar Land) in Schwarzenborn, das er als „Reichshof“ bezeichnete und als Stützpunkt und Schulungszentrum seiner Bewegung ausbaute.
Am 23. Februar 1976 wurde Roeder vom Landgericht Darmstadt wegen Volksverhetzung zu sieben Monaten Freiheitsstrafe auf Bewährung und einer Geldbuße von 3000 DM verurteilt. Im April 1976 erhielt er ein vorläufiges Berufsverbot als Anwalt, das im Dezember 1976 rechtskräftig wurde. Das Amtsgericht Heilbronn verurteilte Roeder am 27. Juli 1976 wegen Verunglimpfung des Andenkens Verstorbener zu einer Geldbuße von 5.000 DM. Am 27. Juni 1977 verurteilte das Landgericht Flensburg Roeder wegen Verbreitung von NS-Propagandamaterial und Verunglimpfung des Staates anlässlich des „Reichstages zu Flensburg“ zwei Jahre zuvor zu einer Freiheitsstrafe von sechs Monaten, die am 23. November 1977 vom 3. Strafsenat des Bundesgerichtshofs bestätigt wurde.
Roeder knüpfte Kontakte zur rechtsextremistischen Szene, auch im Ausland (unter anderem durch Reisen nach Namibia und Mato Grosso, Brasilien) und zum Ku-Klux-Klan.

### Terroristischer Untergrund und Verurteilung
1978 ging Roeder in den Untergrund, um einer sechsmonatigen Haftstrafe wegen Volksverhetzung zu entgehen. Er reiste mit dem amerikanischen Pass eines verstorbenen Freundes unter anderem nach Damaskus, Teheran und Südafrika und suchte dort Bündnispartner. In Beirut suchte er die PLO auf und präsentierte sich als Vorkämpfer gegen den Zionismus. 1980 besichtigte er dort Bunker und Flakstellungen.
Anfang 1980 erhielt er Asyl im Iran, reiste aber mit falschem Pass wieder in die Bundesrepublik ein und gründete die terroristische Vereinigung „Deutsche Aktionsgruppen“, die neben Roeder drei weitere Personen umfasste. Die Deutschen Aktionsgruppen verübten verschiedene Brand- und Sprengstoffanschläge unter anderem auf das Landratsamt Esslingen, in dessen Räumen eine Auschwitz-Ausstellung stattfand, und die Janusz-Korczak-Schule in Hamburg, den Ort eines Kriegsendphasenverbrechens der SS. Es folgten Brandanschläge auf Bundessammellager für Asylbewerber in Zirndorf und auf eine Asylunterkunft in Lörrach. In Lörrach wurden drei Flüchtlinge aus Eritrea verletzt. Beim folgenden Brandanschlag auf eine Hamburger Asylunterkunft im Stadtteil Billbrook am 22. August 1980 starben zwei Flüchtlinge aus Vietnam.
Wegen Rädelsführerschaft in einer terroristischen Vereinigung wurde Roeder am 28. Juni 1982 zu 13 Jahren Freiheitsstrafe verurteilt und am 15. Februar 1990, nach Verbüßung von zwei Dritteln der Strafe, wegen guter Führung und günstiger Sozialprognose wieder entlassen.

### Nach der Haft
1993 gründete er das „Deutsch-Russische Gemeinschaftswerk – Förderverein Nord-Ostpreußen“, das die Ansiedlung von Volksdeutschen aus Russland bei Kaliningrad zum Ziel hatte. Im selben Jahr wurde er von Wladimir Schirinowski zum Parteitag der rechtsextremistischen Liberal-Demokratischen Partei Russlands nach Moskau eingeladen.
1996 verübte Roeder in Erfurt zusammen mit anderen Rechtsextremisten einen Farbanschlag auf die Wehrmachtsausstellung, weshalb er wegen Sachbeschädigung zu einer Geldstrafe von 4.500 DM verurteilt wurde. An Protesten gegen seinen Prozess beteiligten sich die späteren Mitglieder der rechtsextremen Terrorzelle Nationalsozialistischer Untergrund (NSU), Uwe Mundlos und Uwe Böhnhardt, außerdem der im NSU-Prozess wegen Beihilfe angeklagte Ralf Wohlleben und der dort als Zeuge geladene André Kapke. Bei dem Farbanschlag fiel ihm Bodo Ramelow, damals Gewerkschaftsvertreter, in den Arm, wofür dieser eine Strafanzeige erhielt.
1997 wurde durch das Nachrichtenmagazin Der Spiegel bekannt, dass Roeder im Jahr 1995 auf Einladung als Referent in Hamburg in der Führungsakademie der Bundeswehr aufgetreten war. Dieser Skandal sowie die Tatsache, dass durch das Fernsehmagazin Panorama bekannt wurde, dass Roeder für sein vermeintlich wohltätiges „Deutsch-Russisches Gemeinschaftswerk“ Material aus Bundeswehrbeständen geschenkt bekommen hatte, veranlasste Generalleutnant Hartmut Olboeter, zu besagter Zeit Kommandeur der Führungsakademie und mittlerweile Leiter der Personalabteilung im Bundesministerium der Verteidigung, beim Bundesminister der Verteidigung bis zur Klärung der Frage der Dienstaufsicht die vorläufige Entbindung von seinen Aufgaben zu beantragen. Verteidigungsminister Volker Rühe entsprach diesem Antrag am 8. Dezember 1997. Mit dieser Maßnahme sollte der gute Ruf der Akademie wiederhergestellt werden.
1997 ließ sich Roeder als Direktkandidat der NPD für Stralsund, Mecklenburg-Vorpommern zur Bundestagswahl 1998 aufstellen und bot sich als „Kanzleralternative 1998“ an, blieb aber erfolglos. Bei einem Parteitag in Mecklenburg-Vorpommern rief Roeder offen zum „Umsturz in Deutschland“ auf.
Mitglieder des Thüringer Heimatschutzes, in dem Böhnhardt, Mundlos und ihre Mittäterin Beate Zschäpe aktiv waren, verteilten im Jahr 2000 eine antisemitische Hetzschrift von Roeder.
Nach Verurteilungen zu Freiheitsstrafen durch die Landgerichte Schwerin und Rostock wegen Volksverhetzung und anderer Straftaten wurde er im August 2004 vom Landgericht Frankfurt am Main wegen Verunglimpfung des Staates zu zehn Monaten Haft ohne Bewährung verurteilt. Am 12. Mai 2005 trat er eine mehrmonatige Strafe in der JVA Gießen an. Im Februar 2005 folgte eine weitere Verurteilung durch das Amtsgericht Schwalmstadt, die das Landgericht später wegen langer Verfahrensdauer und des Gesundheitszustands Roeders zur Bewährung aussetzte.
An der Gründung der Deutsch-Russischen Friedensbewegung Europäischen Geistes 2007 nahm Roeder ebenso wie die bekannten Rechtsextremisten Jürgen Rieger, Frank Rennicke und Thorsten Heise teil.
Im November 2009 wurde Roeder vom Landgericht Marburg wegen Volksverhetzung und Holocaustleugnung zu einem Jahr auf Bewährung verurteilt. Im Juli 2010 wurde er vor dem Amtsgericht Schwalmstadt nach einem entsprechenden Rundbrief wegen Volksverhetzung angeklagt.
Nachdem er sich für mehrere Jahre aus der Öffentlichkeit zurückgezogen hatte, starb Roeder im Juli 2014 im hessischen Neukirchen.

### Privatleben
Roeder war verheiratet und hatte sechs Kinder. Im hessischen Schwarzenborn besaß er ein Anwesen, das er „Reichshof“ nannte und das lange Zeit ein Treffpunkt und Schulungsort der neonazistischen Szene war.
2013 verkaufte einer seiner Söhne den „Reichshof“ an die bekennende Holocaustleugnerin Ludmila Ivan-Zadeh, Tochter der ebenfalls bekennenden Holocaustleugnerin Michèle Renouf. Roeder, der mit einem Bekannten im „Reichshof“ gewohnt hatte, zog mit diesem 2012 zu dessen Lebensgefährtin in den Nachbarort Neukirchen. Aktueller Besitzer des Reichshofs ist der Neonazi und Holocaustleugner Meinolf Schönborn.

## Fernsehbeitrag
- Minister unter Druck – Neue Enthüllungen zum Bundeswehrskandal, von Ilka Brecht und Volker Steinhoff, Panorama, 11. Dezember 1997